# Eleonor Hultin
Susanne Eleonor "Elle" Hultin, född 9 augusti 1963, är en svensk före detta fotbollsspelare (forward). Hon representerade Gais, Jitex BK och Öxabäcks IF i Damallsvenskan och blev Årets fotbollstjej två gånger, 1987 i Gais och 1989 i Jitex. Hon spelade mellan 1983 och 1991 24 A-landskamper för Sverige och gjorde 6 mål.

## Karriär
Hultin började träna fotboll hemma i Långedrag i lågstadieåldern och debuterade i Gais A-lag redan vid 13 års ålder. Åren 1982–1988 gjorde hon 139 matcher och 125 seriemål för klubben, och 1983 blev hon årets hedersmakrill. 1986 blev hon tvåa i skytteligan i damernas högsta serie (då division I), och 1987 vann hon densamma med sina 24 mål. Samma år utsågs hon till Årets fotbollstjej, trots att Gais endast slutade på en mittenposition i serien. 1989 lämnade hon, tillsammans med tränaren Kaj Hansson och lagkamraten Anette Börjesson, Gais för Mölndalsklubben Jitex BK, där hon samma år vann skytteligan än en gång, och återigen utsågs till Årets fotbollstjej. 1989 tilldelades hon även Kristallkulan som Västsveriges bästa fotbollsspelare. 1994 gick hon vidare till Öxabäcks IF.

### I landslaget
Hultin debuterade i svenska landslaget som inhoppare i en match mot Island den 24 augusti 1983. Hon gjorde totalt 24 landskamper och 6 mål, och spelade i EM 1987 och EM 1989.

## Spelstil
I Gais jubileumsbok från 1994 hävdas att "Eleonors medfödda talang och bollkänsla, parat med målsinne och osjälvisk känsla för lagspelets betydelse har gett henne framgångarna på fotbollsplanen."